# أول ريختر
أول ريختر (بالنرويجية البوكمول: Ole Richter)‏ هو قاضي ومحامي وسياسي نرويجي، ولد في 23 مايو 1829 في النرويج، وتوفي في 15 يونيو 1888 في ستوكهولم في السويد. حزبياً، نشط في الحزب الليبرالي. وقد انتخب Norwegian prime minister in Stockholm ‏ (1884 – 1888) وانتخب عضو برلمان النرويج ‏.